# Région cervicale antérieure
La région cervicale antérieure est une région impaire du cou.

## Structure
La région cervicale antérieure a une forme triangulaire avec un sommet inférieur et une base supérieure.
Le sommet correspond à la fourchette sternale et la base au bord inférieur de la mandibule.
Les deux côtés latéraux correspondent au bords antérieurs des muscles sterno-cléido-mastoïdiens.
Cet espace est subdivisé en quatre triangles plus petits par le muscle digastrique au-dessus, et le ventre supérieur de du muscle omo-hyoïdien :
- le triangle carotidien supérieur ;
- le triangle carotidien ;
- le trigone submandibulaire latéral ;
- le trigone submental.

## Embryologie
La partie antérieure de la région cervicale antérieure est issue du 1er arc branchial et la postérieure du 2e arc branchial.

## Galerie

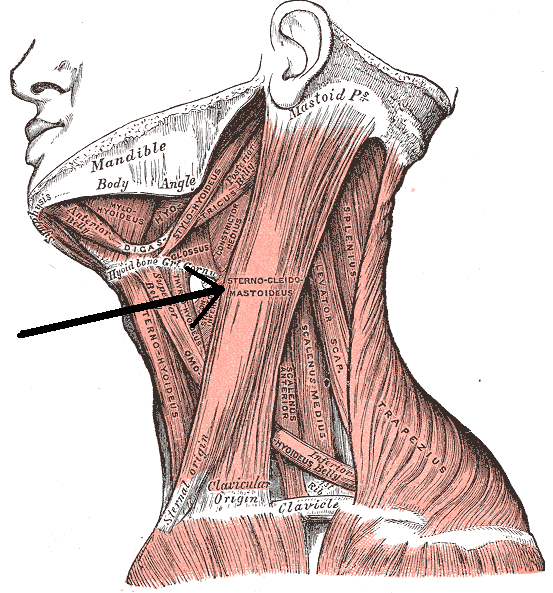
Le muscle sterno-cléido-mastoïdien.
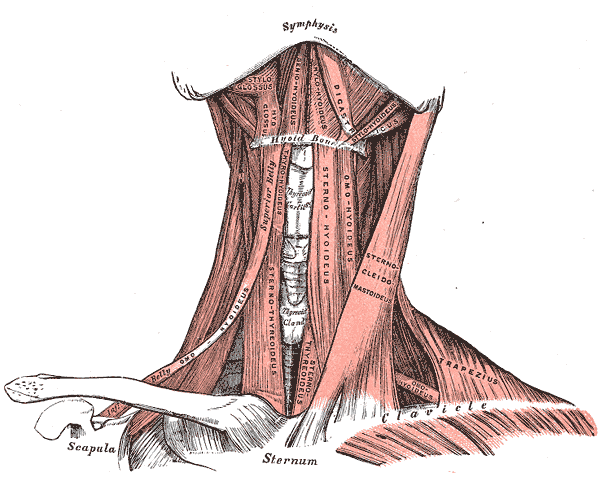
Vue antérieure des muscles du cou.
Les triangles du cou.